# Донат (правитель гунів)
Донат (Donatus; † Паннонія, 412 г.) князь, хан східних гунів (узбережжя Чорного моря і навколішних земель) у 390-412 рр.
Царював спільно з ханом Улдіна, який був володарем західних гунів, до правителя гунів Харатона. 
Його правління тривало близько 22 років аж до смерті. Ймовірно, прийняв християнство. 
За істориком Йорданом, у 412 р. до гунського вождя Донати, ставка якого розмішувалася у степах Північного Причорномор'я, було направлено посольство Східної Римської імперії. Був по-зрадницькому убитий одним із візантійських послів, як це згадується в історика Олімпіодора.
Князь Харатон арештував послів, але згодом звільнив за викуп.